# Philippe Néri
Pour les articles homonymes, voir Saint Philippe.

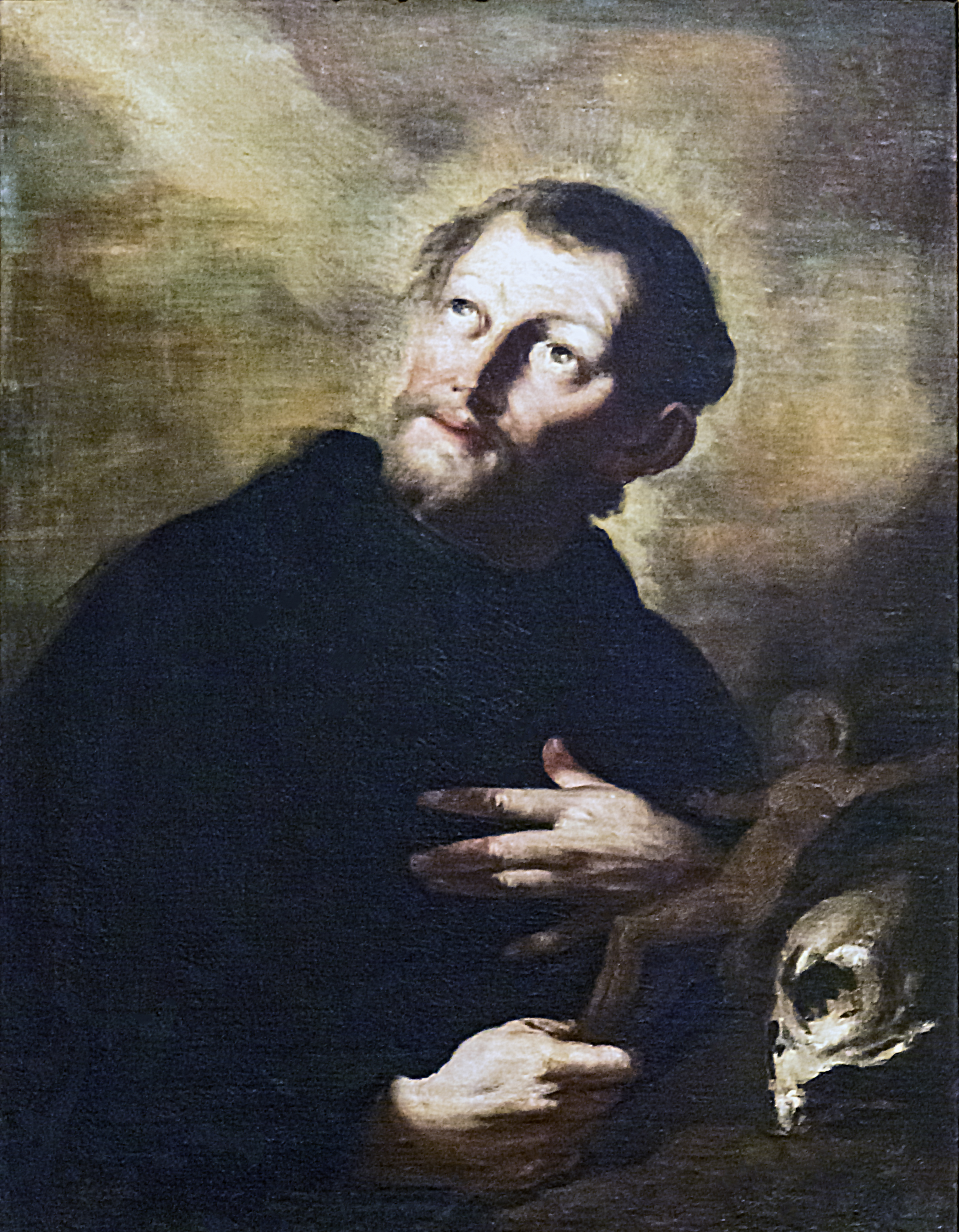
Philippe Neri par Giuseppe Nogari

Philippe Néri (Filippo Neri en italien), né le 22 juillet 1515 à Florence et mort le 26 mai 1595 à Rome est un saint catholique fondateur de la congrégation de l'Oratoire. Il est également une figure importante de la Contre-Réforme catholique.
Béatifié le 11 mai 1615 par le pape Paul V et canonisé le 12 mars 1622 par le pape Grégoire XV, il est le second patron de la ville de Rome et est surnommé le « Saint de la joie ». Il est commémoré le 26 mai de chaque année.

## Biographie

### Enfance et adolescence
Philippe Néri est né à Florence le 22 juillet 1515 de l'union de Francesco di Néri avec son épouse Lucrezia da Mosciano (ép. Néri). Le couple aura au total quatre enfants. Catherine, Philippe, Élisabeth et Antoine. Sa mère décède en 1520 en mettant au monde Antoine. Son père se remariera.
Entre 1520 et 1530, Philippe habite avec sa famille dans le quartier paroissial de San Giorgio. Il fréquente le Couvent San Marco de l'ordre des Dominicains, encore très imprégnés de l'influence de Jérôme Savonarole qui mit en place, de 1494 à 1498, un régime théocratique au sein de la ville.
À l'école, il apprend un peu le latin. Durant son adolescence, il ne montre pas de signe particulier de vocation religieuse et ne se distingue pas par sa piété. En revanche, Philippe se caractérise par sa cordialité et sa gaieté ainsi que par son tempérament communicatif.

### Rome
En 1532, Philippe est envoyé à San Germano pour aider un oncle dans son commerce. Il prend l'habitude de fréquenter les bénédictins du mont Cassin situé à proximité. Peu après son arrivée, Philippe Néri aurait eu une vision mystique qu'il qualifie de conversion chrétienne. Cet événement va radicalement changer sa vie. Il perd son intérêt pour le commerce et ressent un appel à servir radicalement le Christ et son Église.
Vers 18 ans, il décide de partir pour Rome où il trouve un emploi de précepteur. Il vit et loge au sein de la famille qui l'emploie (Galeotto del Caccia, directeur de douanes).
En dehors de son travail de précepteur, Philippe suit des cours de philosophie à l'église Sant'Ivo alla Sapienza et des cours de théologie à la basilique Sant'Agostino in Campo Marzio. Cependant, après trois ans, il décide d'abandonner ses études et de se consacrer aux pauvres de la ville de Rome et à la ré-évangélisation de la ville. Pour cela, Philippe déambule dans les rues et sur les places, exerçant un apostolat par le contact amical et sans autre méthode que la cordialité. Il aborde tout le monde et spécialement les jeunes : « Quand commençons-nous à faire le bien ? ».

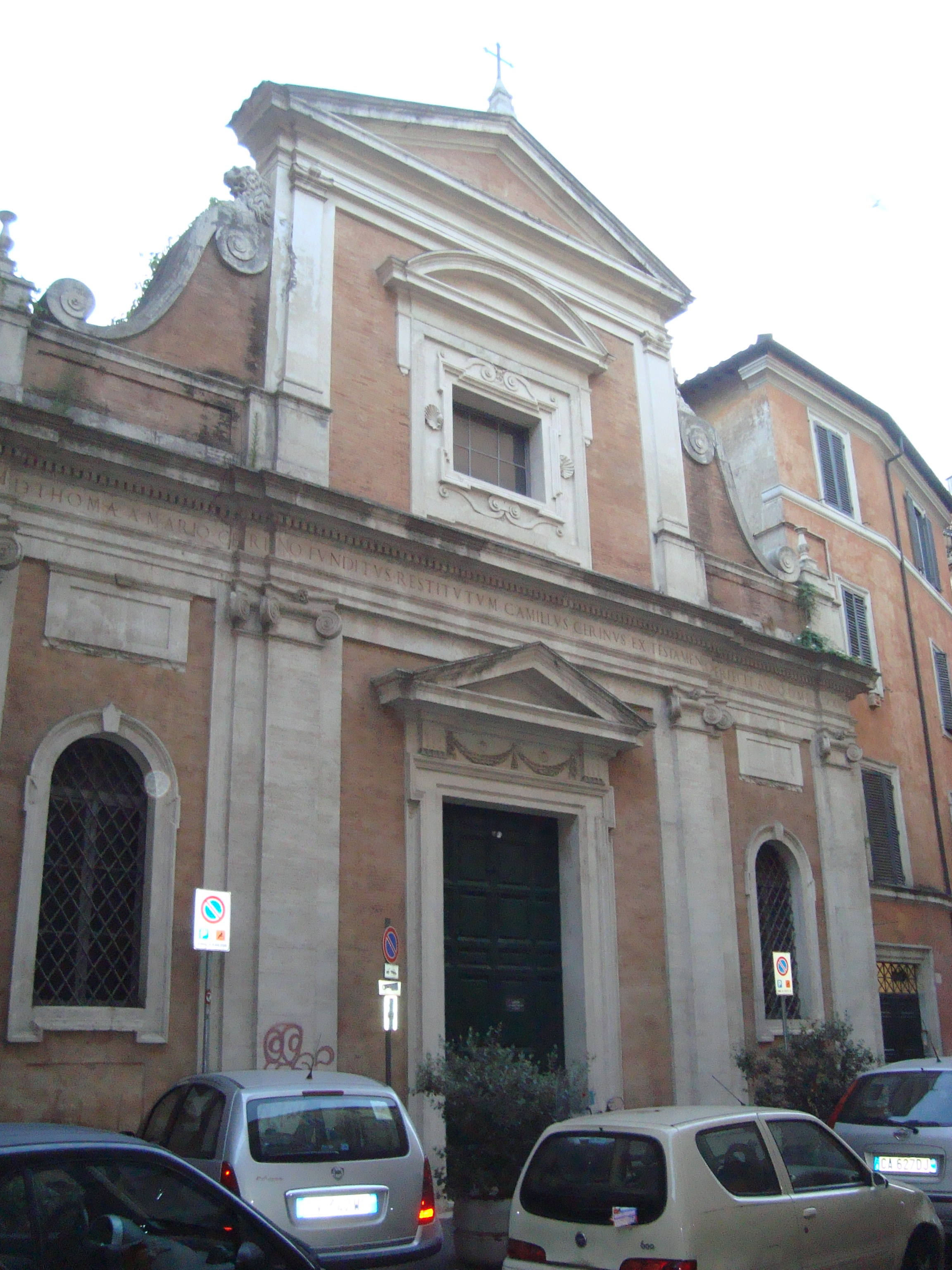
L'église San Tommaso où Philippe Neri a été ordonné prêtre.

Philippe sert les malades et les pèlerins : le premier lieu qui garde sa mémoire à Rome est l’église de la Trinité des Pèlerins où se situe un événement marquant de sa vie intérieure : sa « pentecôte personnelle ».
En 1544, la veille de la Pentecôte, il sent un globe de feu lui entrer dans la bouche et puis se dilater dans sa poitrine. La joie intérieure qui en résulte se manifeste par des phénomènes physiques : excès de chaleur, palpitations et tremblements, battements de cœur véhéments qui se répercutent jusque dans le banc où il est assis… À sa mort on découvrira la saillie de deux côtes formant protubérance à l’endroit du cœur,. En 1548, avec son confesseur Persiano Rosa, il fonde la Confrérie de la Trinité des Pèlerins pour venir en aide aux pèlerins pauvres. Il a également grand soin des malades mentaux et fonde pour les accueillir l'Institut de Santa Maria della Pietà, qui sera le premier établissement du genre. Il fonde aussi une maison de convalescence pour les malades, ainsi qu'une école et un collège pour les enfants pauvres.
Le 23 mai 1551, à 35 ans, Philippe est ordonné prêtre. Il s'installe à l’église San Girolamo della Carità où sa renommée s'accroît. Directeur de conscience, il deviendra également, entre autres, le confesseur de Camille de Lellis (canonisé en 1746, fondateur de de l'ordre des Camilliens).
Influencé par saint François Xavier, Philippe envisage d'aller en mission en Inde mais il en est dissuadé par ses pairs au motif que Rome a encore besoin de son ministère et de son l'influence.
En 1551, il fonde la congrégation de l'Oratoire qui sera reconnue par le Pape Grégoire XIII en 1575.
En 1575, il fonde la Société de l'Oratoire de Jésus et de Marie.

## Mystique et thaumaturge de la Réforme catholique
Cette vie joyeuse, ce choix de la joie s'assortit aussi, souvent, d'expériences mystiques ou même de miracles de son vivant, dont les détails de sa vie fourmillent : extases, lévitations, miracles (comme la résurrection du prince Massimo afin que ce dernier ait le temps de se confesser). Le caractère extraordinaire de certaines manifestations, la réputation de sainteté de Philippe suscitent des persécutions et des calomnies. Accusé de folie, poursuivi jusque dans la sacristie lors de sa préparation à la célébration de la Messe, il conserve sa gaîté et sa confiance inébranlable en Dieu. Le feu de l'Esprit ne cesse de le brûler. L'humilité qu'il avait prise pour socle de sa vie spirituelle le garde contre toutes les attaques.
Il n'est pas anodin qu'un tel saint ait vécu en une période où l’Église se réformait ; le concile de Trente répondait en bien des points aux attentes de cet amoureux du Christ qui préconisait notamment, à une époque où cela était peu fréquent, la communion régulière. Il fut un ardent défenseur des sacrements que le Concile remit au cœur de la vie chrétienne. Il fut aussi un serviteur zélé de l’Église, considérant l'obéissance comme l'une des clés de la vie spirituelle. « L'obéissance est le chemin le plus court conduisant à la perfection. » Son amitié avec Charles Borromée témoigne du rôle décisif qu'il joua dans l’Église de son temps.

## Sens de l'humour
L'humilité qu'il avait prise pour socle de sa vie spirituelle le garde contre toutes attaques ; il disait souvent à son réveil : « Seigneur, protégez bien Philippe aujourd'hui, sinon Philippe va vous trahir ! ».

## Postérité

### Reconnaissance par l'Église catholique

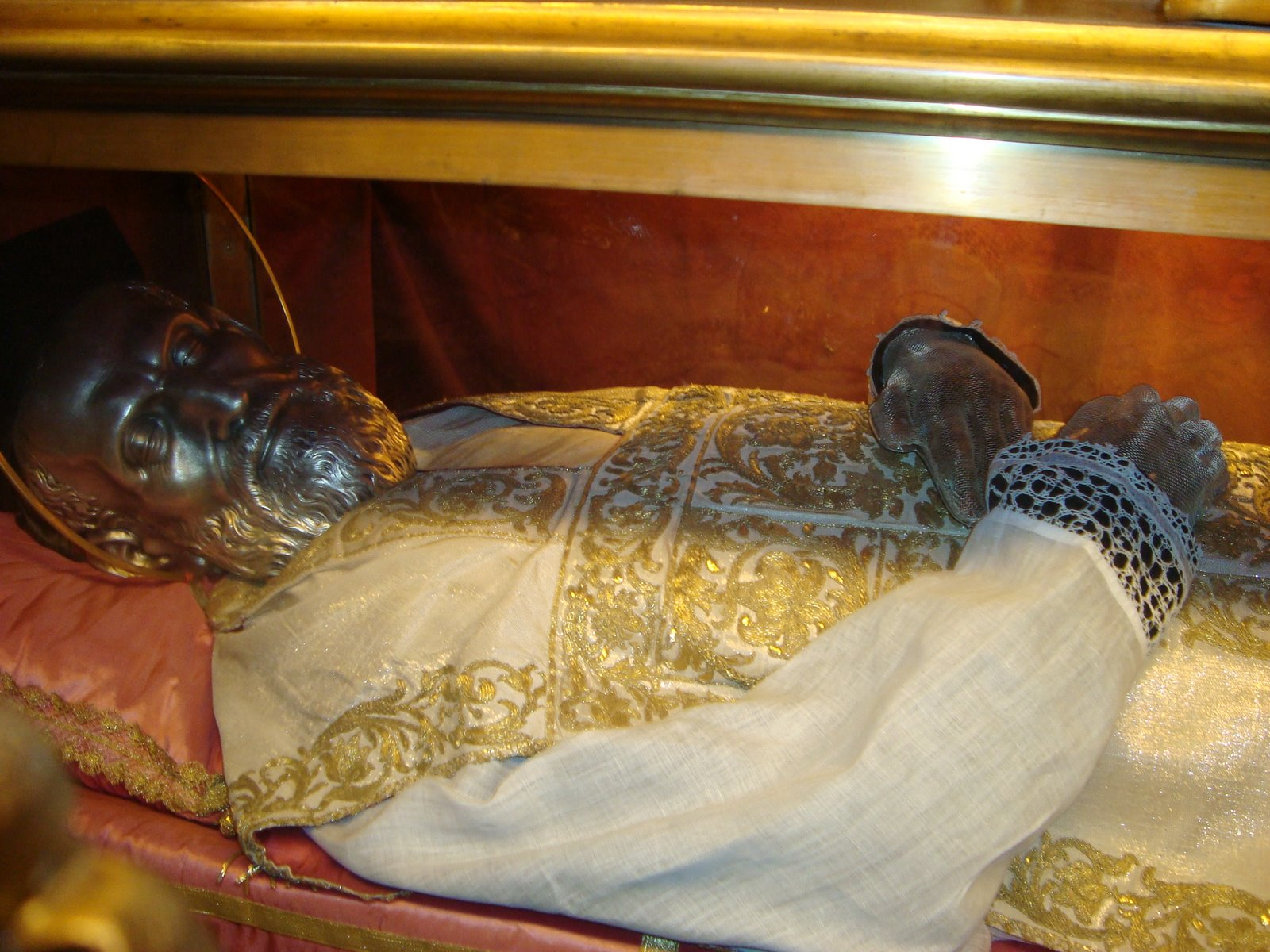
Tombe de Philippe Neri.

Philippe Néri fut béatifié le 11 mai 1615 par le pape Paul V  et canonisé le 12 mars 1622 par le pape Grégoire XV. Liturgiquement, il est commémoré le 26 mai de chaque année.
Il est le deuxième patron de la ville de Rome et des jeunes. Il est également invoqué contre les rhumatismes et les tremblements de terre.
Ses reliques sont conservées dans une châsse sous l'autel de la chapelle San Filippo Neri de l'église Chiesa Nuova à Rome.

### Postérité dans les arts

#### Iconographie
Saint Philippe Néri est traditionnellement représenté portant la chasuble de prêtre, vénérant la Sainte Vierge, ou en soutane noire.

#### Musique
- Alessandro Scarlatti, oratorio San Filippo Neri, Rome, 1705
- Pasquale Anfossi, La morte di San Filippo Neri, 1796.

#### Cinéma et télévision
- Chronique des saints : Philippe Néri. Publié le 17 mars 2017 par la Conférence des évêques de France (voir en ligne)
- State buoni se potete (Restez bons si vous pouvez) 1984 - Réalisé par Luigi Magni, avec Iris Peynado, Johnny Dorelli, Philippe Leroy (musique Angelo Branduardi)
- Preferisco il Paradiso - Mini-série de la télévision italienne RAI (septembre 2010)

## Galerie d'images

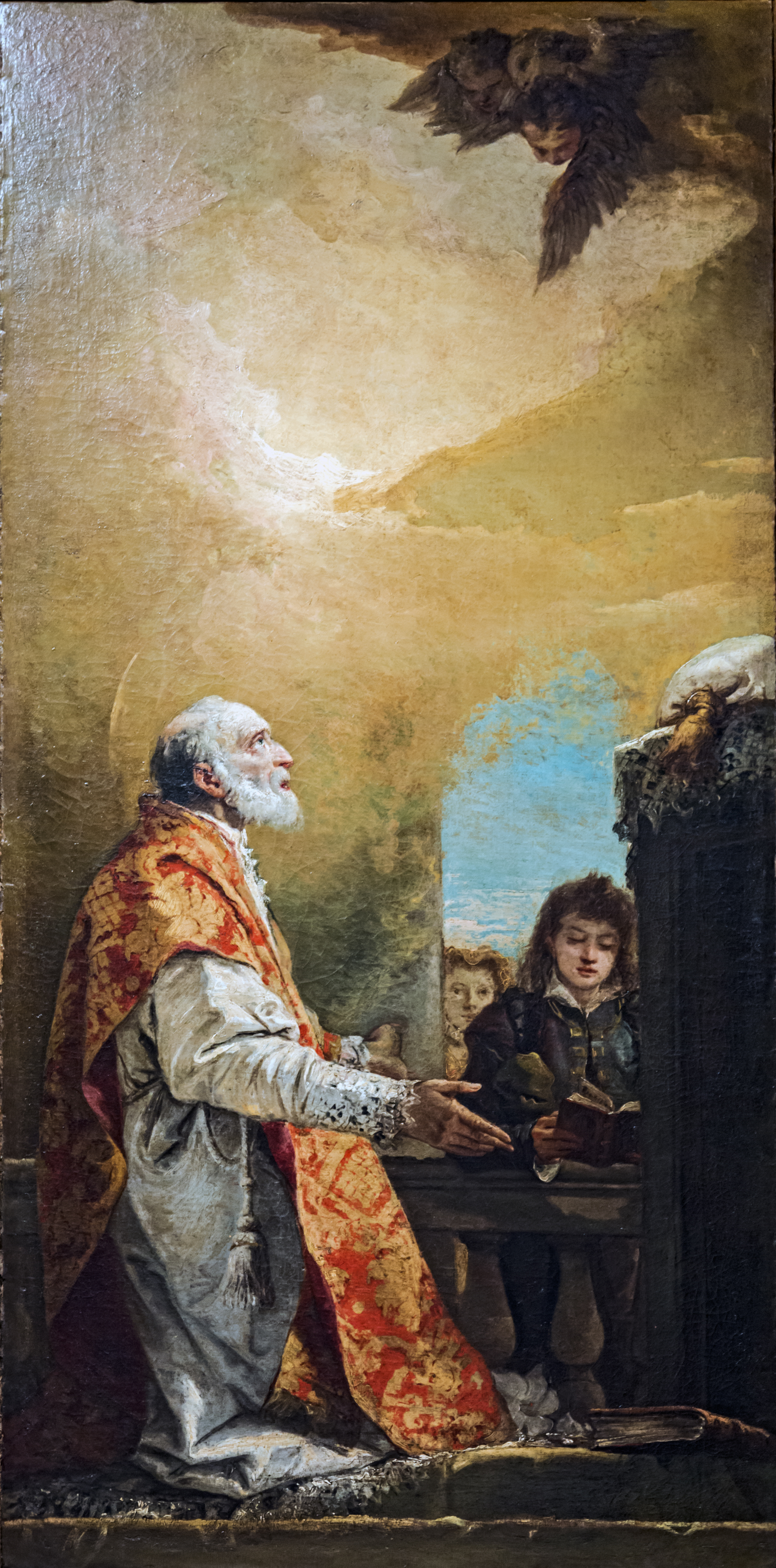
Oratoire du Crucifix Philippe Néri, huile sur toile (1745-1749), église San Polo, par Tiepolo
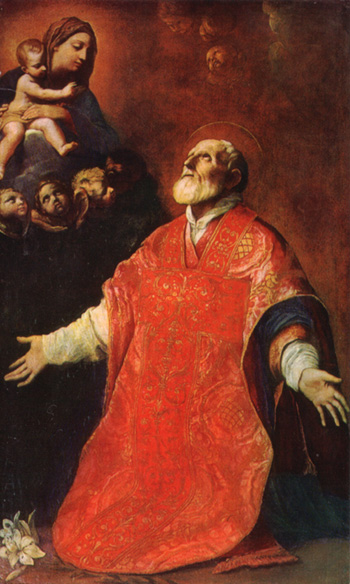
Philippe Neri représenté dans un tableau de Guido Reni.
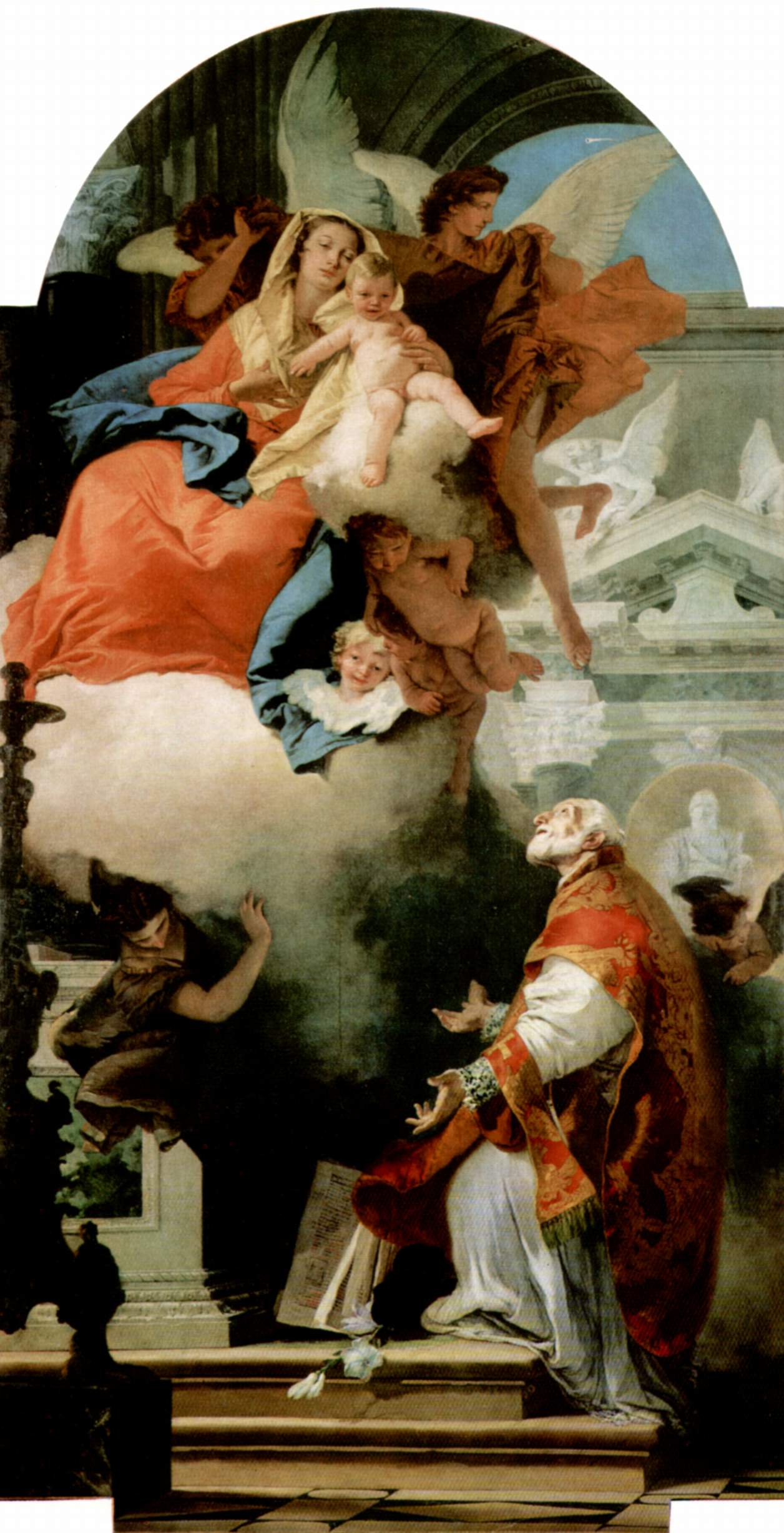
La Vierge apparaissant à Philippe Neri, Giambattista Tiepolo[25].
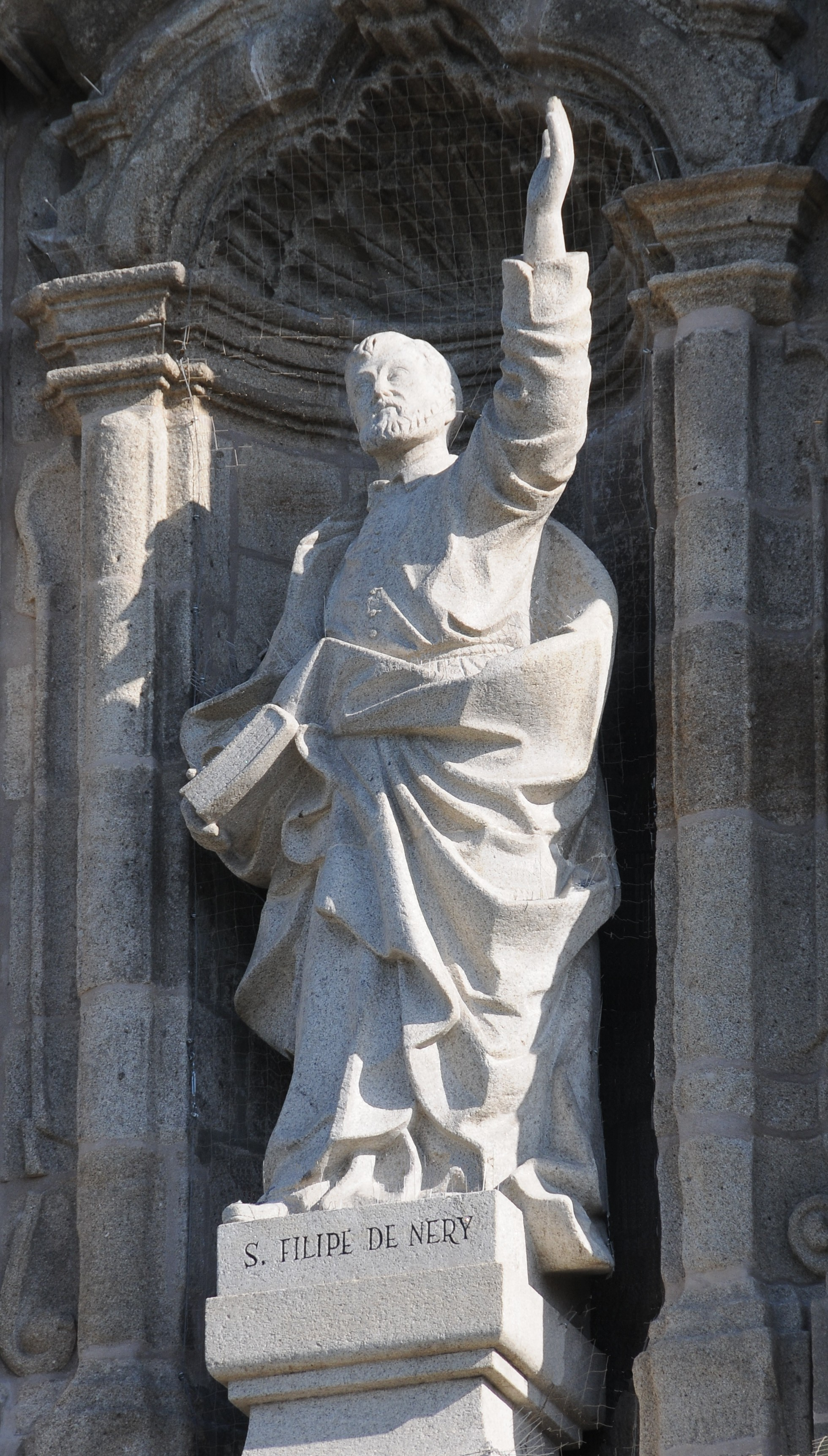
Statue de Philippe Neri, Basilique des Congregados.
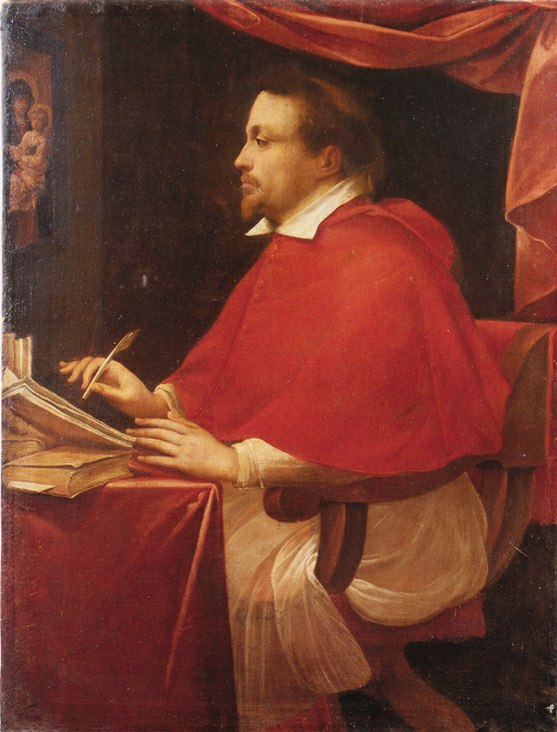
Federico Borromeo, ami de Philippe Neri, par Giulio Cesare Procaccini.
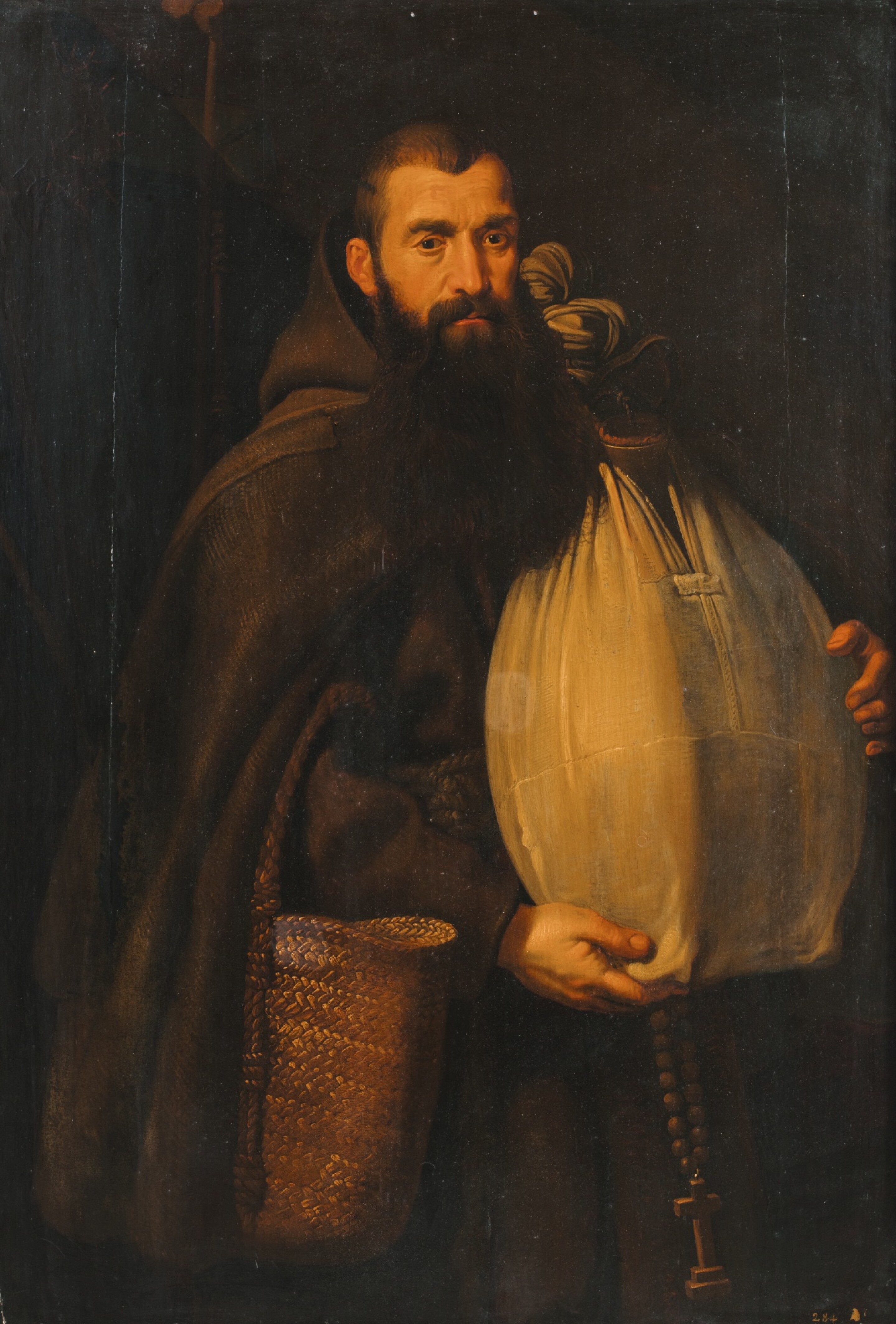
Saint Félix de Cantalice, ami de Philippe Neri.